# Calinga (Índia)
Calinga ou Kalinga (em oriá: କଳିଙ୍ଗ; em devanágari: कलिङ्ग; em telugo: కళింగ) foi uma região histórica e república centro-oriental do subcontinente indiano da Antiguidade, que compreendeu o norte do estado moderno de Andra Pradexe, grandes porções de Orissa e uma porção de Madia Pradexe. Um dos Estados autônomos surgidos após o colapso do período védico, a região tornou-se próspera por meio dum intenso comércio promovido com a Birmânia e terras além. Por volta de 324 a.C., foi conquistada por Maapadma Nanda (r. 343–329 a.C.), o fundador do Império Nanda e mais adiante, quando tornou-se independente durante as disputas dinásticas do Império Máuria, foi novamente conquistada, agora por Asoca, o Grande (r. 273–232 a.C.), na sanguinolenta Guerra de Calinga. Ca. 232 a.C. tornou-se o centro do Império Mahamegavana, que perduraria até 400 d.C., e que depois foi incorporado no Império Gupta. A partir do século XI foi sede de outros Estados, o Império Ganga Oriental (1078-1434), o Reino Gajapati (1434-1541) e o Reino Bhoi (1541-1818).

## História

### República de Calinga

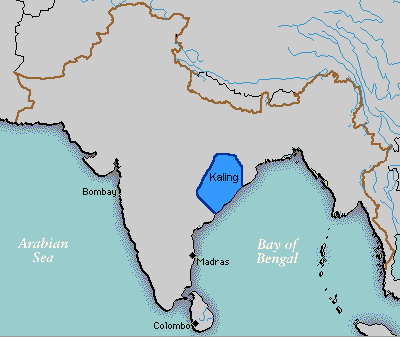
Calinga em

A República de Calinga foi um dos vários Estados que surgiram após o período védico no Norte do subcontinente indiano. Terra rica e fértil, estendia-se do rio Godavari, ao sul, ao interior em direção à Índia Central e à planície Indo-Gangética, perpassando territórios montanhosos e densamente florestados. Através dos portos de Caquinada, Visagapatão, Chicacole e Ganjam e as importantes cidades de Rajamundri e Vizianagaram, a República de Calinga promoveu um intenso comércio com a região da Birmânia e demais regiões a oeste e a sul.
Produziu sua própria escrita, o chamado alfabeto calinga, derivado da escrita brami. Foi mencionado no Adiparva, no Bismaparva e no Sabaparva do Maabárata, bem como no livro Índica de Megástenes (onde é citada como "Calingas") e na obra de Plínio, o Velho. De acordo com as fontes literárias, Calinga teve duas capitais, Dantapura e Rajapura, e sua linhagem real descende de Vali, que pode ter sido um rei em Mágada, junto com as linhagens não védicas de Anga, Pundra, Suma e Vanga.[carece de fontes?]
De acordo com o Maabárata, o rei calinga Esrutaiu (ca. 1 300 a.C.?) lutou na batalha de Curucxetra ao lado dos cauravas, os descendentes do rei mítico Curu. De acordo com a mesma obra, Esrutaiu seria mais tarde morto por Bima durante a batalha de Calinga, um fato visto como um dia negro para todos os heróis de Calinga. Mais adiante, ca. 1 260 a.C. (?), Calinga, que à época era centrada em Dantapura, é derrotada por Saadeva, o príncipe de Isdraprasta e um dos cinco irmãos Pandeva. Depois, em alguma data desconhecida, o rei Chitrangada faz de Rajapura a capital. Sua filha casa-se com Duriodana.[carece de fontes?]
A República de Calinga foi conquistada ca. 324 a.C. por Maapadma Nanda (r. 343–329 a.C.), o fundador do Império Nanda. Mesmo com a queda deste império e o surgimento do Império Máuria de Chandragupta Máuria (r. 322–298 a.C.), Calinga manteve-se submissa. Em 273−269 a.C., aproveitando-se duma disputa pela sucessão dinástica, Calinga tornou-se independente, criando um Estado centrado em Tosali. Seria, contudo, reconquistada na sangrenta Guerra de Calinga, promovida pelo imperador máuria Asoca, o Grande (r. 273–232 a.C.).[carece de fontes?] A sanguinolência do conflito foi tal que o imperador converteu-se ao budismo.

### Estados posteriores
Durante o colapso do Império Máuria e a repartição dos territórios máurias, Calinga tornar-se-ia o centro do Império Mahamegavana (232 a.C.–400 d.C.) de Caravela (r. 193–170 a.C.) e, em seguida, faria parte do Império Gupta. Em meados do século XI, Calinga tornou-se o centro do famoso Império Ganga Oriental (1078–1434), com capital em Calinganagara.[carece de fontes?] Sob Anantavarma Codaganga, (r. 1078–1147 a.C.) construiu-se o Templo de Jaganata de Puri, e mais tarde, sob Narasimadeva I, (r. 1238–1264 a.C.) o Templo do Sol de Conaraque. Entre 1238 e 1305, o Império Ganga Oriental resistiu com sucesso à penetração muçulmana do norte, porém ruiu quando o sultão de Déli penetrou Calinga em 1314, vindo do sul. O Império Ganga Oriental resistiria, embora muito debilitado, por mais um século, extinguindo-se em 1434, quando Capilendra Deva usurpa o trono ganga e forma seu próprio Estado. No século XIII, um nobre chamado Maga, que alegou vir de Calinga, invadiu o norte do Sri Lanca e fundou o Reino de Jafanapatão.